# Huïa
La huïa (Heteralocha acutirostris) és un ocell extint de la família dels cal·leids (Callaeidae) i única espècie del gènere Heteralocha (Cabanis, 1851).

## Hàbitat i distribució
Actualment extint. Originalment habitava els boscos de muntanya de l'illa del Nord, a Nova Zelanda.